# Poraster superbus
Poraster superbus är en sjöstjärneart som först beskrevs av Karl Möbius 1859.  Poraster superbus ingår i släktet Poraster och familjen Oreasteridae. Inga underarter finns listade i Catalogue of Life.